# GW 301
Die GW 301 ist ein Arbeitsblatt des Deutschen Vereins des Gas- und Wasserfaches e.V. (DVGW). Sie beinhaltet die Qualifikationskriterien für Rohrleitungsbauunternehmen und dient als Prüfungsgrundlage für die Zertifizierung der Fachunternehmen.

## Geschichte
Schon im Jahr 1934 wurden die „Richtlinien für die Zulassung von Rohrleitungsbauunternehmen zur Herstellung von Rohrnetz- und Fernleitungen für Nieder-, Mittel- und Hochdruck im Gas und Wasserfach“, das Vorgänger-Regelwerk zur GW 301, veröffentlicht.
Das Arbeitsblatt GW 301 wurde erstmals 1970 vom DVGW in Zusammenarbeit mit dem Rohrleitungsbauverband (rbv) unter dem Titel „Richtlinien für die Erteilung der DVGW-Bescheinigung für Rohrleitungsbauunternehmen“ publiziert. 1973 folgte die Herausgabe einer Zusammenstellung der DIN-Normen und des DVGW-Regelwerkes für den Rohrleitungsbau. Seitdem gibt der Rohrleitungsbauverband jährlich eine überarbeitete Version in „bbr Wasser und Rohrbau“ heraus. Die letzte Ausgabe der GW 301 stammt aus dem Jahr 1999. In das Zertifizierungsverfahren wurden zusätzlich die Zusatzgruppen für Rehabilitation und grabenlose Neulegung aufgenommen.
Allerdings wurden im Laufe der Jahre immer mehr Spezialfirmen für Rehabilitation und grabenlose Neulegung von Rohrleitungen gegründet, die keinen klassischen Rohrleitungsbau mehr anboten und somit nicht durch die GW 301 zertifiziert werden konnten. Deshalb trat im Jahr 2001 die GW 302 „Qualifikationskriterien an Unternehmen für grabenlose Neulegung und Rehabilitation von nicht im Betrieb befindlichen Rohrleitungen“ als Ergänzung der GW 301 in Kraft. 

## Qualifikationsverfahren
Das Qualifikationsverfahren nach GW 301 hat das Ziel, die Sicherheit im Rohrleitungsbau zu erhöhen und die Auftragsabwicklung zu optimieren. Die Bestimmungen der GW 301 gelten für Firmen, die Gas- und Wasserrohrleitungen errichten, instand setzen oder Arbeiten an in Betrieb befindlichen Rohrleitungen ausführen. Rohrleitungsbauunternehmen, die eine GW 301-Zertifizierung vom DVGW erhalten möchten, müssen den personellen und sachlichen Anforderungen entsprechen, die in der Geschäftsordnung der GW 301 aufgeführt sind. Neben den personellen und sachlichen Kriterien regelt die Geschäftsordnung auch allgemeine Fragen des Zertifizierungsverfahrens, wie Antragstellung, Vorprüfung, Prüfungsverfahren, Ausstellung des Zertifikates und Geltungsdauer. Die Qualifikationskriterien der Geschäftsordnung sind die somit Grundlage für die Zertifizierung von Rohrleitungsbauunternehmen.
Die Zertifizierung nach GW 301 selbst führen akkreditierte Unternehmen wie z. B. der TÜV durch.
Dabei wird nach den im Arbeitsblatt festgelegten Qualifikationskriterien vorgegangen. In Fachgesprächen werden die Fachkenntnisse des verantwortlichen Fachmanns überprüft und bewertet. Außerdem werden die gerätetechnische Ausstattung und die Arbeitsweise auf den Bauplätzen bei Besichtigungen der Betriebshöfe und Baustellen beurteilt. Das betriebliche Managementsystem wird ebenfalls untersucht. Kriterien für eine erfolgreiche Zertifizierung nach der GW 301 sind qualifiziertes Personal, eine geeignete technische Ausrüstung und die fachgerechte Dokumentation der Arbeitsgrundlagen.
Das GW 301-Zertifikat ist in ganz Deutschland anerkannt und steht für hohe Qualitätsstandards.